# Tambourissa religiosa
Tambourissa religiosa là một loài thực vật có hoa trong họ Monimiaceae. Loài này được (Tul.) A. DC. miêu tả khoa học đầu tiên năm 1868.